# Johan Fredrik Eek
Johan Fredrik Eek, född 15 juli 1758 i Raumo, död  3 januari 1820 i Stockholm, var en svensk militär.

## Biografi
Eek, som var son till hovrättsrådet Johan Eek och Anna Sophia Jerlström, deltog som kapten i Gustav III:s ryska krig och som major i kriget i Pommern 1807 där han också deltog i belägringen av Stralsund. Sin främsta berömmelse vann Eek under finska kriget, där han deltog i över ett tiotal strider, bland annat slagen vid Kuuskoski, Siikajoki, Lappo, Parjakanneva och Jutas. Eek är omnämnd i Johan Ludvig Runebergs epos Fänrik Ståls sägner i delen om Döbeln vid Jutas som Tappre Eek. Eek dekorerades för sina insatser men förlorade samtidigt alla sina egendomar i 1808–1809 års krig. Han tillfångatogs av Ryssarna efter kapitulationen (även kallad fredskonventionen) i Kalix den 25 mars 1809 och fördes till Raumo. År 1812 fick han en befordran till major och en befattning vid Hälsinge regemente men redan ett år senare blev han överförd till Upplands regemente som förste major. Anledningen till flytten var tydligen hans dåliga ekonomi och stora privata skulder. Eek blev 1813 överste och chef för Jämtlands regemente. Under det norska kriget 1814 ledde han en brigad med order att avancera in i Norge. Under fälttåget blev han dömd för order brott och fick en månads fängelse. Hans problematiska ekonomi gjorde sig allt mer gällande. När han bad kung Karl XIV Johan om ekonomisk hjälp nekade denne honom varpå Eek förhastat tog avsked år 1817.
Detta ledde till ytterligare problem och år 1819 arbetade han sjuklig och bortglömd av sina vänner som vedhuggare och järnbärare i Stockholm med medaljer på arbetsblusen, medan hans hustru friherrinnan Sophia von Düben och deras tre döttrar levde under svåra förhållanden i Jämtland. Samma år publicerade han sina minnesanteckningar. Innehållet inkluderar dels hans erfarenheter i krigen och hans nuvarande situation med skulder och att hans pension och inkomst inte räckte att försörja sin hustru och tre ogifta döttrar. Han klagar också över sin hälsa vilket inkluderar svårt angrepp av hemorrojder och gallsten.
I januari 1820 avlider han på Karolinska Institutet i Stockholm i sviterna av två operationer för att avhjälpa sins fysiska plågor.